# Горбань Марія Олександрівна
Марія Олександрівна Горбань (рос. Мария Александровна Горбань; нар. 26 грудня 1986, Іжевськ, РРФСР, СРСР) — російська акторка театру та кіно, фігурант бази даних центру «Миротворець». Більш відома за ролями в серіалах «Кухня» та його продовження — «Готель Елеон».

## Життєпис
Народилася 26 грудня 1986 року в театральній сім'ї — батько, Олександр Горбань (нар.1960-пом.2015), працював актором, а потім режисером у Ярославлі, в Російському театрі драми ім. Волкова. Мати, Лариса Зіброва теж акторка, працювала в Ярославському Театрі юного глядача. Коли Марії було 6 років, її сім'я переїхала в Москву. Мама Марії залишила роботу, пожертвувавши акторської професією. Тільки коли Маша вступила до інституту, вона знову пішла працювати.

## Навчання
Десятий клас вчилася в 123-їй театральній школі, одинадцятий  закінчила екстерном. 
У 2007 році закінчила ГІТІС, курс Бориса Морозова, акторський факультет. Брала участь у студентських виставах «Безіменна зірка», «Три сестри», «Мандат».

## Кар'єра
На екрані вперше Марія Горбань з'явилася в серіалі «Прості істини». Це був перший досвід в кіно, який відбувся завдяки брату Марії, що знімався в цьому серіалі.  
У 2003-му їпрацювала в серіалі «Жіноча логіка» разом з Алісою Фрейндліх. 
У 2004 році знялася в кліпі Іраклія Пірцхалави на пісню «Час». 
У липні 2008 року на Фестивалі візуальних мистецтв, що проходив у дитячому таборі «Орлятко», отримала приз за роль злодійки у фільмі «Розіграш».
25 листопада 2008 року на церемонії вручення премії «Зоряний міст» у сфері аудіовізуальних мистецтв, Марія перемогла в номінації «Актриса» за роль у фільмі «Розіграш».
У лютому 2010 року Горбань знялася для журналу «MAXIM», а 2011 року з'явилася на обкладинці журналу «XXL». 
З квітня 2012 року вона стала співведучою телепрограми «90*60*90» на каналі «Росія-2».

### Робота в театрі
У театрі Марія грає в декількох постановках. У «Вільної любові» вони виходить на сцену разом з Дмитром Дюжевим. Актриса задіяна в «Неаполітанських пристрастях». Ще один спектакль - «Авантюрная сімейка», в ньому Марія грає спільно з Олександром Носиком і  Тетяною Кравченко. Маша виходила на сцену в постановках «Весілля Бальзамінова» і «Розкішне весілля» », а так само в спектаклі« Перебір ».

## Особисте життя
Марія перебувала в цивільному шлюбі з Яном Дюрицею, він тоді час грав за московський «Локомотив». Пара розлучилася у 2011 році.
З 22 жовтня 2013 року Марія була одружена з українським освітлювачем Олегом Філатовим. Вони познайомилися в Києві в загальній компанії друзів. Церемонія одруження пройшла також у столиці України. У пари є маленька дочка Стефанія.
З 2021 року одружена з Кирилом Зоткіним.

## Фільмографія
| Акторська діяльність | Акторська діяльність                       | Акторська діяльність                              | Акторська діяльність |
| Рік                  | Фільм                                      | Роль                                              |                      |
| -------------------- | ------------------------------------------ | ------------------------------------------------- | -------------------- |
| 1999                 | Прості істини                              | семикласниця                                      |                      |
| 2002                 | Кодекс честі                               | Олена                                             |                      |
| 2003                 | Козеня в молоці                            | Катя, дівчина Одуева                              |                      |
| 2003                 | Жіноча логіка 3                            | Настя, внучка Дягілєва                            |                      |
| 2005                 | Херувим                                    | епізод                                            |                      |
| 2007                 | Служба довіри                              | Оксана                                            |                      |
| 2007                 | Слуга государів                            | придворна                                         |                      |
| 2007                 | Право на щастя                             | Аліса — головна роль                              |                      |
| 2007                 | Марш Турецького 4                          | Олена                                             |                      |
| 2008                 | Розіграш                                   | Таня Нестерова                                    |                      |
| 2008                 | Я лечу                                     | Лера Чехова, студентка                            |                      |
| 2008                 | Посмішка Бога, або Чисто одеська історія   | Ганна, Олена — головна роль                       |                      |
| 2009                 | Кров не вода                               | Маша Куликова — головна роль                      |                      |
| 2009                 | Вищий пілотаж                              | Марія Волохова, бортпровідниця                    |                      |
| 2009                 | Відблиски                                  | Рита Варламова                                    |                      |
| 2010                 | Доктор Тирса                               | Олена Грушина, дружина Леоніда                    |                      |
| 2010                 | Тут хтось є                                | Елла, стюардеса                                   |                      |
| 2010                 | Військова розвідка. Західний фронт         | Гражина                                           |                      |
| 2010                 | Робінзон                                   | Маша Балаян, сестра Серьоги                       |                      |
| 2011                 | Гра                                        | Ніка Азарова                                      |                      |
| 2011                 | Знахар 2: Полювання без правил             | Ліза                                              |                      |
| 2011                 | Тут хтось є-2                              | Елла                                              |                      |
| 2011                 | Гидке каченя                               | Христина — головна роль                           |                      |
| 2012                 | Мій капітан                                | Варвара — головна роль                            |                      |
| 2012                 | Топтуни                                    | Марина, лікар                                     |                      |
| 2012                 | Кухня                                      | Христина Семенівна, дружина Дмитра Володимировича |                      |
| 2013                 | Одесит                                     | Таня Телегіна                                     |                      |
| 2013                 | Брати по обміну                            | Настя Травкіна                                    |                      |
| 2013                 | Здрастуйте, я ваш тато!                    | Маша                                              |                      |
| 2014                 | Зцілення                                   | Віка Коновалова                                   |                      |
| 2014                 | Шукаю дружину з дитиною                    | Віра — головна роль                               |                      |
| 2015                 | Лондоград. Знай наших                      | Настя Величко, телеведуча                         |                      |
| 2015                 | Як я став росіянином                       | Христина Сухоніна                                 |                      |
| 2016                 | Готель Елеон                               | Христина Сємьоновна                               |                      |
| 2016                 | 8 найкращих побачень                       | Олена, секретар                                   |                      |
| 2016                 | Неваляшка                                  | Світлана                                          |                      |
| 2017                 | Жінки проти чоловіків: Кримські канікули   | епізод                                            |                      |
| 2017                 | Улюбленці                                  | Жанна                                             |                      |
| 2018                 | Пляж. Спекотний сезон                      | Ксенія                                            |                      |
| 2018                 | Небезпечна спокуса                         | Алла                                              |                      |
| 2018                 | «Ґранд»                                    | Христина                                          |                      |
| 2019                 | «Бабуся легкої поведінки-2. Старі месники» |                                                   |                      |
| 2019                 | «Дружина мого чоловіка»                    | Олена Баженова                                    |                      |